# Montagny (Ródano)
Montagny es una comuna francesa situada en el departamento del Ródano, de la región de Auvernia-Ródano-Alpes.

## Demografía
| 703 | 762 | 1 227 | 1 803 | 2 202 | 2 322 | 2 353 | 2 539 | 2 841 |
| Para los censos de 1962 a 1999 la población legal corresponde a la población sin duplicidades (Fuente: INSEE [Consultar]) |     |       |       |       |       |       |       |       |